# Gustav Friedrich Eugen Rümelin

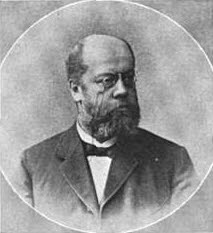
Gustav Rümelin 1906

Gustav Friedrich Eugen Rümelin (* 1. Mai 1848 in Nürtingen; † 11. Januar 1907 in Freiburg im Breisgau) war ein deutscher Rechtswissenschaftler.

## Herkunft
Gustav Rümelin ist der Sohn von Gustav von Rümelin und  Marie Rümelin (1824–1891), Tochter des württembergischen Finanzrats und Kameralverwalters Friedrich von Schmoller (1795–1865) und seiner Ehefrau Therese, geb. Gärtner (1804–1846), Max von Rümelin ist sein Bruder.

## Werdegang
Nach dem Abitur in Stuttgart 1867 studierte Gustav Rümelin Rechtswissenschaft in Heidelberg und ab 1868 in Tübingen. Als Einjährig-Freiwilliger nahm er am Deutsch-Französischen Krieg teil. Er habilitierte sich 1875 und war dann Privatdozent für Römisches Recht in Göttingen. 1878 wurde er als Professor für Römisches Recht an die Universität Freiburg berufen. Dort war er im akademischen Jahr 1903/04 Dekan und im Jahr 1904/05 Prodekan. Von 1893 bis 1906 war Rümelin Mitglied der Ersten Kammer der Badischen Ständeversammlung.
Rümelin war ein Kritiker der reinen Begriffsjurisprudenz und gilt als Vorläufer der Freirechtsbewegung.

## Familie
Gustav Rümelin war verheiratet mit Susette Rümelin, geb. Meibom (1856–1931), Tochter des  Rechtswissenschaftlers Viktor von Meibom (1821–1892) und der Amelie Ries (1834–1909). Aus der Ehe Gustav Rümelins mit Susette Rümelin stammt der Sohn Gustav Adolf Viktor Rümelin (1882–1914). Er war Dozent für physikalische Chemie an der Technischen Hochschule Aachen.

## Schriften
- Zur Lehre von der Exceptio rei judicatae. Fues, Tübingen 1875 (Dissertation Universität Tübingen),
- Juristische Begriffsbildung. Akademische Antrittsschrift. Duncker & Humblot, Leipzig 1878.
- Die Theilung der Rechte. Mohr, Freiburg/Br. 1883.
- Methodisches über juristische Personen. Lehmann, Freiburg/Br. 1891.
- Werturteile und Willensentscheidungen im Civilrecht. Prorektoratsrede. Lehmann, Freiburg/Br. 1891.
- Zweckvermögen und Genossenschaft. [Festschrift Rudolph von Jhering zur Feier seines fünfzigjährigen Doktorjubiläums am 6. August 1892 überreicht mit den Glückwünschen der Juristischen Fakultät zu Freiburg i.B.]. Lehmann, Freiburg/Br. 1892.
- Dienstvertrag und Werkvertrag. Mohr, Tübingen 1905.